# Charles Adam (amiral)
Pour l’article homonyme, voir Charles Adam.
 (mai 2016).
Si vous disposez d'ouvrages ou d'articles de référence ou si vous connaissez des sites web de qualité traitant du thème abordé ici, merci de compléter l'article en donnant les références utiles à sa vérifiabilité et en les liant à la section « Notes et références ».
Charles Adam, né le 6 octobre 1780 et mort le 19 septembre 1853 à Greenwich, est un amiral britannique qui s'illustre durant les guerres napoléoniennes.

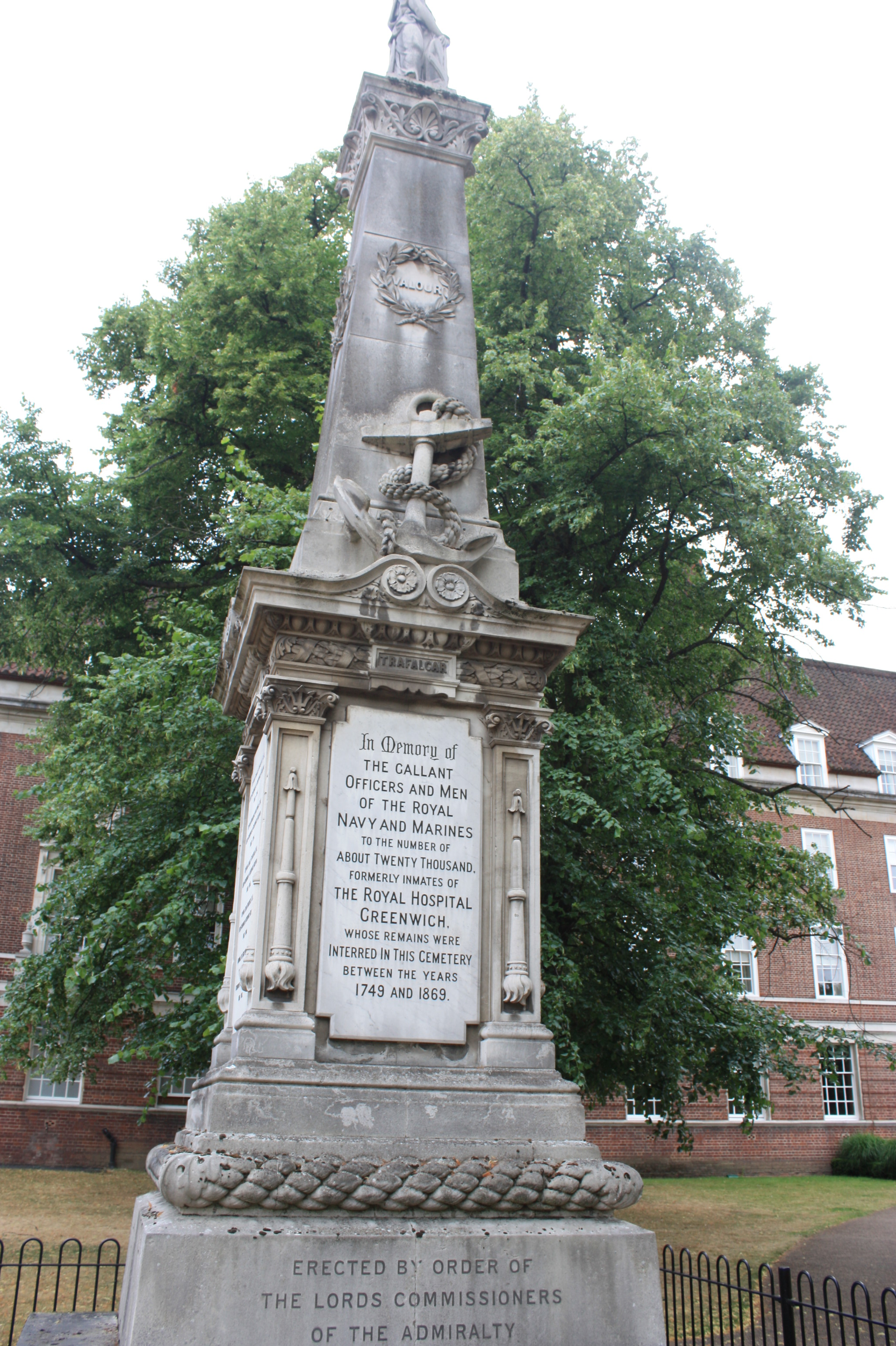
Le monument aux Officiers situé dans le cimetière de l'hôpital de Greenwich. Le nom de Charles Adam est gravé sur l'une des faces